# Berlin (roman)
Berlin je delo slovenskega pisatelja in pesnika Aleša Štegerja. Izšlo je leta 2007 pri Študentski založbi. Delo je sestavljeno iz trideset krajših tekstov. Le-ti žanrsko stojijo med poezijo v prozi, filozofsko beležko, esejističnim krokijem in potopisnim zasnutkom. Štegerju je bivanje v mestu Berlin v letih 2005 in 2006 med drugim omogočila štipendija DAAD Künstlerprogramma. Od tu je avtor črpal snov za svoje delo Berlin.

## Vsebina
Krajšim besedilom v knjigi je skupen prostor – mesto Berlin. Nemška prestolnica je hitro se spreminjajoča, primerjana z Japonsko. Kljub temu ne zakriva pečata, ki ga prinaša preteklost.  Delo ni opisno približevanje Berlina, temveč poskuša biti ta prestolnica. Avtor ga bralcu z besedilom pred očmi naslika, ga skorajda postavi vanj. Skupaj z avtorjem se sprehodimo skozi mesto, vmes nas določena poglavja opomnijo tudi na pisateljevo rodno deželo. 
Med besedila je vstavljenih dvajset fotografij, ki jih je (vse razen prve, ki jo je posnela Maja Petrović-Šteger) avtor besedila posnel med sprehodi po mestu. 

### Odlomek iz besedila
Do potujitve ne pride ob prihodu v tuje mesto, marveč ob prvi vrnitvi domov. Med njega, ki se še vedno počuti kot domačin, in prostor, ki je zanj medtem prenehal biti dom – se pravi kraj, kjer biva v simbiozi vsakodnevnih vprašanj in odgovorov -  se je vrinila drobna leča. Priostrila je zamegljeno predstavo surovega ljubljanskega zrezka, ki sem ga v spominu polagoma nadeval z marcipanom, premazal s čokolado in s smetano, da se je po par mesecih bivanja v Berlinu zdelo že, da obstaja tisoč kilometrov južneje dežela, v kateri delajo iz šniclov tortice. Potujitev se je bila razrasla tako rekoč nenaklepno, pognala je kot nekaj brčic pod nosom, na katere se v Berlinu ni nihče več oziral, doma, ali pač tam, kjer sem mislil, da je še vedno moj dom, pa je na njih obvisel vsak pogled, kapljica smetane ali košček čokolade. Prej je bil občutek, kot da bi v kotičkih sebe brez konca premleval premalo spečeno slovensko meso. Kot tujec sem doma potreboval novih imen. 

## Zbirka
Berlin je izšel v knjižni zbirki Beletrina.

## Nagrade
Šteger je prejel za delo Berlin Rožančevo nagrado.  Nagrado Marjana Rožanca za najboljšo esejistično zbirko podeljujejo od leta 1993.

## Izdaje in prevodi
Berlin je preveden v češki, hrvaški, italijanski, nemški, srbski in švedski jezik.